# Eesti otsib superstaari
Eesti otsib superstaari (Эстония ищет Суперзвезду) — эстонское музыкальное реалити-шоу, выходящее на телеканале TV3.

## О программе
Премьера прошла в феврале 2007 года и с тех пор программа стала одной из самых популярных в Эстонии. Оригинальная программа Pop Idol была создана британским продюсером Саймоном Фуллером и впервые вышла в 2001 году в Великобритании.
Цель передачи — выбрать лучшего певца Эстонии с помощью общенациональных прослушиваний. Результаты определяются голосованием телезрителей. Частью шоу являются трое судей, которые критикуют выступления конкурсантов. Состав судей меняется от сезона к сезону.

## Места проведения прослушивания
- 1 сезон: Таллин, Тарту, Пярну, Йыхви
- 2 сезон: Тарту, Пярну, Йыхви, Таллин
- 3 сезон: Пярну, Раквере, Таллин, Тарту
- 4 сезон: Пярну, Таллин, Тарту, Йыхви
- 5 сезон: Нарва, Вильянди, Таллин, Тарту[2]

## Дискография бывших участников шоу
| Исполнитель                                 | Дебютный альбом                                 | Второй альбом                                    | Третий альбом                                    |
| ------------------------------------------- | ----------------------------------------------- | ------------------------------------------------ | ------------------------------------------------ |
| Биргит Ыйгемеэль (Первый сезон, победитель) | Birgit Õigemeel (25 января 2008) MTH Publishing | Ilus aeg (10 ноября 2008) MTH Publishing         | Teineteisel pool (19 ноября 2009) MTH Publishing |
| Луйса Вярк (Первый сезон, второе место)     | Tunnete allee (4 декабря 2008) RHS              |                                                  |                                                  |
| Яна Каск (Второй сезон, победитель)         | Face in the Mirror (11 декабря 2009) EES        |                                                  |                                                  |
| Отт Лепланд (Третий сезон, победитель)      | Ott Lepland (14 апреля 2010) Crunch Industry    | Laulan ma sind (28 октября 2011) Crunch Industry |                                                  |
| Геттер Яани (Третий сезон, четвёртое место) | Parim Päev EP (9 июня 2010) Moonwalk            | Rockefeller Street (2 мая 2011) Moonwalk         | Jõuluvalgus (2011) Moonwalk                      |
| Лийс Лемсалу (4 сезон, победитель)          | Liis Lemsalu (2011) Universal Music             |                                                  |                                                  |